# Comuna Karla Libknehta, Rozivka
Karla Libknehta (în ucraineană Карла Лібкнехта) este o comună în raionul Rozivka, regiunea Zaporijjea, Ucraina, formată din satele Karla Libknehta (reședința), Novhorod și Urîțke.

## Demografie
Componența lingvistică a comunei Karla Libknehta
     Ucraineană (89,36%)
     Rusă (10,64%)
Conform recensământului din 2001, majoritatea populației comunei Karla Libknehta era vorbitoare de ucraineană (89,36%), existând în minoritate și vorbitori de rusă (10,64%).